# Fatima Kuinova

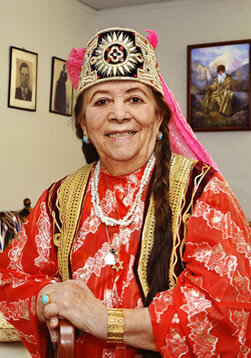
Fatima Kuinova (2009)

Panir Ibragimova (geb. 28. Dezember 1926 in Samarqand; gest. 28. Dezember 2021 in Queens (New York)), besser bekannt unter ihrem Künstlernamen Fatima Kuinova (tadschikisch Фатима Куэнова; persisch فاطمه کوینوا), war eine bucharisch-jüdische Sängerin. Sie war eine bedeutende Vertreterin des Shashmakom, eines für Zentralasien typischen Musikstils, der als immaterielles Weltkulturerbe unter dem Schutz der UNESCO steht.

## Kindheit und Jugend
Fatima Kuinova wurde 1926 in Samarqand, der Hauptstadt der gleichnamigen Provinz in der Usbekische Sozialistische Sowjetrepublik, seit 1991 der Republik Usbekistan, geboren. Ihr Vater war Kantor an der Synagoge an ihrem Wohnort und unterrichtete seine Tochter in der Musik der bukharisch-jüdischen Tradition. Er wurde im Rahmen der Judenverfolgungen unter Stalin von den sowjetischen Behörden inhaftiert und schließlich ermordet. Fatima floh mit ihren sieben Brüdern und zwei Schwestern nach Stalinabad, heute Duschanbe in der Tadschikischen SSR. Ihre Familie waren bucharische Juden, deren Familienname ursprünglich Cohen war, sie änderte nun ihren Namen in Kuinova, um weiteren Repressionen zu entgehen. Sie verkehrte in der bekannten Familie Mullojonov und war mit Shoista Mullojonova befreundet. Kuinova sprach Russisch, lernte aber auch Bucharisch, einen Dialekt des Persischen mit hebräischen Lehnwörtern.

## Karriere
Fatima Kuinova trat schon in jungen Jahren bei verschiedenen Festivals als Sängerin auf. Sie sang auch für Stalin, der wahrscheinlich nichts von ihrem jüdischen Glauben und ihrer ethnischen Zugehörigkeit wusste.
Kuinova trat während des Zweiten Weltkriegs für die sowjetischen Soldaten auf, wodurch sie große Bekanntheit erlangte. Im Jahr 1948 wurde sie zur "Verdienten Künstlerin der Sowjetunion" ernannt. Danach begann sie, Schaschmakom-Musik zu studieren und sang sie in der gesamten Sowjetunion und in Zentralasien. Kuinova wurde wie ihre langjährige Freundin Shoista Mullojonova Solosängerin der Tadschikischen Staatsphilharmonie. Die beiden waren in der Republik berühmt und gehörten zu den führenden Interpreten traditioneller Musik in der Sowjetunion. Kuinova und Mullojonova traten als Solistinnen des tadschikischen Ensembles "Rubobistok" in der gesamten Tadschikischen SSR, in Zentralasien und in der UdSSR im Fernsehen und Radio auf und reisten auch zu Auftritten in Kiew, Leningrad und Moskau. Sie unternahm Tourneen nach Europa, Afghanistan und Iran, wo sie auch für den Schah sang.
1980 emigrierte sie nach Queens in New York. Sie ließ sich in Rego Park nieder, wo sie das Ensemble Shashmaqam Music of the Bukharan Jews mit ihr als Sängerin gründete. Sie arbeitete mit der jüdisch-bucharischen Musikgemeinde zusammen und trat bei zahlreichen Kultur- und Folkloreveranstaltungen in New York City auf.
Fatima Kuinova starb am 28. Dezember 2021, ihrem 95. Geburtstag, in Queens.

## Auszeichnungen
- 1948 Verdienter Künstler der Sowjetunion
- 1992 National Heritage Fellowship der National Endowment for the Arts[10]